# آزدارار آراجنورتارانی (هفته‌نامه)
نشریهٔ آزدارار آراجنورد ارانی نشریه‌ای به زبان ارمنی که از سال ۱۹۰۴ در تبریز منتشر می‌شد.